# 沙明乡
沙明乡，是中华人民共和国湖南省衡陽市耒阳市下辖的一个乡镇级行政单位。2015年11月18日，沙明乡与导子乡成建制合并设立导子镇。

## 行政区划
沙明乡下辖以下地区：
沙明村、畔冲村、三岭村、高峰村、邓山村和和平村。